# Thom Eklund
Thom Lennart Eklund (* 28. října 1958, Enköping) je bývalý švédský lední hokejista, křídelní útočník. Se švédskou reprezentací vyhrál mistrovství světa v roce 1987 a získal stříbro na mistrovství světa 1986. Má rovněž dvě bronzové medaile z olympijských her, ze Sarajeva 1984 a Calgary 1988. Zúčastnil se též MS 1983 (4. místo) a Kanadského poháru 1987. Za národní tým odehrál 193 zápasů. Celou kariéru strávil ve švédské nejvyšší soutěži, hrál ji za IF Björklöven a Södertälje SK. Odehrál zde 338 utkání v základní části (248 bodů, 125 branek) a 39 v play-off (24 bodů, 14 branek). Se Södertälje se v roce 1985 stal mistrem Švédska. Po skončení hráčské kariéry se stal trenérem, vedl italský klub SHC Fassa, či švédské kluby Almtuna IS, Wings HC Arlanda, Upplands IF a Enköpings SK.